# Anne-Grethe Foss
Anne-Grethe Foss (født 10. april 1942 i Horsens) er en dansk arkitekt og tidligere administrerende direktør for Metroselskabet 1993-2009, samt nuværende seniorkonsulent for Metroselskabet og Hovedstadens Letbane.

## Baggrund og karriere
Anne-Grethe Foss er født i Horsens som datter af grosserer Aage Lynøe (1916-87) og Else Betty Vilma Nielsen (født 1916). Ca. 1968 blev hun uddannet arkitekt. Hendes speciale handlede om en metrolinje mellem Kongens Nytorv og Østerport med en station ved Marmorkirken. Inspirationen til metro i København kom fra Paris, hvor Foss havde været udvekslingsstuderende.
I 1969 blev hun ansat som byplankonsulent ved Skaarup Jespersen, og blev to år senere ansat som lærer ved Kunstakademiets Arkitektskole, hvor hun ligeledes var i to år. Fra 1973-75 arbejdede hun som statens kommiterede i byplansager, inden hun i 1975 blev fuldmægtig i Miljøministeriets Departement; en stilling hun havde frem til 1981, hvorefter hun blev ansat i Trafikministeriets Planlægningsafdeling; hvor hun i 1985 blev kontorchef. 1989-90 var hun kontorchef i KTAS, og 1990-93 planlægningschef i DSB.
I 1993 blev hun administrerende direktør for det nyetablerede Ørestadsselskabet (skiftede i 2007 navn til Metroselskabet), hvis opgave var at bebygge Ørestaden på Amager Fælled, samt at bygge de første tre etaper af minimetroen i København, som var blevet vedtaget af Folketinget året forinden. I 2009 trådte hun tilbage som administrerende direktør for Metroselskabet.

## Private forhold
Privat blev Anne-Grethe Foss i 1960 gift med arkitekten Ole Foss, med hvem hun har sønnen Nikolaj (født 1961). Parret blev skilt i 1968. Fra 1975 til 1983 dannede hun par med civilingeniøren Gert Moltke. Sammen har de sønnen Rasmus (født 1977), samt datteren Ida (født 1980).